# 道の駅和田宿ステーション
道の駅和田宿ステーション（みちのえき わだじゅくステーション）は、長野県小県郡長和町にある国道142号の道の駅である。

## 概要
もともと、1995年（平成7年）に整備された特産物直売所であり、長和町内では道の駅マルメロの駅ながとに次いで2駅目の道の駅となる。2022年（令和4年）4月1日に新和田トンネル有料道路が無料開放となり交通量も増す中、近隣にある温泉「ふれあいの湯」や運動公園「湯遊パーク」、旧中山道「和田宿本陣」や宿場「和田宿街並み」などを周遊できる観光拠点施設として再整備され道の駅として登録される。
長和町の防災計画において、物産加工施設は一時避難場所、駐車場は広域避難地に指定されている。

## 歴史
- 1995年（平成7年） - 合併前の長野県小県郡和田村により第三期山村振興農林漁業対策事業として設置[3]。
- 2023年（令和5年）
  - 2月28日 - 国土交通省より第58回登録において「道の駅和田宿ステーション」として登録[1]。
  - 9月23日 - 道の駅として開駅[1][2]

## 施設
- 駐車場 68台
- トイレ 16器
- 情報提供・休憩施設
- 観光案内所
- ベビーコーナー
- 物販施設
- 飲食施設
- 物産加工施設
- EV充電施設

### 指定管理者
- 一般社団法人和田宿青空市場組合[4]

## アクセス
- 国道142号 - 登録路線